# 教義和聖約
《教義和聖約》（英語：Doctrine and Covenants，時常簡寫為），有時簡稱《教約》，是一部摩門信仰的開放未結束的教會正典。英文。在幾個後期聖徒運動產生出來的宗派中《教義和聖約》有數種形式存在，現今的版本大多主要包括關於教會制度行政的啟示。

## 歷史
《教義和聖約》於1835年首次出版，它的前身是《誡命書》。《誡命書》在1833年付印的時候在美國密蘇里州的印刷廠遭暴徒摧毀。《教義和聖約》最早的版本包含了65個宣稱是 Joseph Smith, Jr.（小斯密約瑟）和 Oliver Cowdery（考得里奧利佛）從神那裡接受的啟示。
1834年9月24日摩門信仰的教會教友大會指定了一個委員會將宣稱是神的啟示中關於後期聖徒重要的啟示集結成冊。這個由 Joseph Smith, Jr.（小斯密約瑟）、Oliver Cowdery（考得里奧利佛）、Sidney Rigdon（雷格登瑟耐）和　Frederick G. Williams（威廉菲德克）四位領導長老們組成的委會開始回顧編纂將要包含在這本新書裡面的啟示。這個委員會將《教義和聖約》分成由兩個部分組合而成，前面是「教義」部分而後面是「聖約」部分。
關於「教義」的部分是由被稱為《Lectures on Faith（信心的講道）》的一個神學課程組成的。這些講道是一系列的用在當時不久前在美國俄亥俄州 Kirtland （嘉德蘭）舉行的先知學校中使用的教義課程。根據這個委員會的說明，這些講道被收錄在這個編輯當中「是因著它們擁抱重要的救贖教義」（見1835年版本《教義和聖約》前言）。
關於「聖約」的部分，標題為「主給祂的後期聖徒教會的僕人的聖約和誡命」，總共包含103篇的啟示，內容主要關於教會制度行政。這些啟示被稱為「從教會開始組織後所領受的啟示和其他早期的啟示中取出包含教會規章原則的條目」。這103篇啟示每一篇都被給予一個章數編號；但66號被使用了兩次，原來的編號只到102。
1835年2月17日，在委員會挑選了書的內容後，委員會寫下這本完成的作品是代表「我們的信仰，且當我們這麼說的時候，我們謙虛地信任這個團體的信心和原則是一個身體」（見1835年版本《教義和聖約》前言）。
這本書在1835年8月17日的教會教友大會第一次被介紹。四人委員會中的兩人，小斯密約瑟和威廉菲德克不在場；但有考得里奧利佛和雷格登瑟耐出席。教會會友並沒有看過《教義和聖約》的草稿，但在會場中幾個熟習這個編輯工作的會友站起來見證書的真實性。教會一致通過了接受這個編輯工作為信仰的教義和聖約。（見《教會歷史》卷2第243-246頁），並安排出版事宜。
在1835年後來，這本書以《Doctrine and Covenants of the Church of the Latter Day Saints: Carefully Selected from the Revelations of God.（後期聖徒教會的教義和聖約：小心的從神的啟示中挑選）》的標題付印出版。

### 挑戰
在出版這本書的時候，幾個教會會友質疑一些啟示的文字敘述方式。斯密約瑟以一個啟示回應要他們選最聰明的會友嘗試產生一個可以和這些啟示比較的啟示出來。（耶穌基督後期聖徒教會現行版《教義和聖約》第67章6-7節）。William E. McLellin （穆勒林威廉）當時被公認為最聰明的會友被選出來，但沒有編出一個啟示（《教會歷史》卷1第226頁）。

## 耶穌基督後期聖徒教會的《教義和聖約》版本
在耶穌基督後期聖徒教會裡面，《教義和聖約》與《聖經》、《摩門經》和《無價珍珠》共同為教會正典經文，統稱「標準經文」。

### 從1835年版本後增添的內容
耶穌基督後期聖徒教會現行版本的《教義和聖約》共有138章，其篇章分段如下：
- 第1-134章和第137章——從小斯密約瑟總會會長時期（1828年到1844年）
- 第135-136章——從十二使徒管理時期（1844年到1847年）
- 正式宣言（一）——從伍惠福總會會長時期（1889年到1898年）
- 第138章——從斯密斐亭約瑟總會會長時期（1901年到1918年）
- 正式宣言（二）——從 Spencer W. Kimball 總會會長時期（1973年到1985年）

在1844年版本中增加了8個1835年版本沒有收綠的篇章。在現行版本中這些篇章的編號是第103章、第105章、第112章、第119章、第124章、第127章、第128章和135章.
在1876年一個新的版本將章節大致上按照時間順序重新編排（先前所有版本按照主題編排），並新增了26個先前的版本中沒有包括的啟示。在現行版本中現在的編號是第2章、第13章、第77章、第85章、第87章、第108章至第111章、第113章至第118章、第120章至第123章、第125章、第126章、第129章至第132章和第136章。1876年版本也是第一個將段落分成小節的版本。
在1880年代，有五個包含泰來約翰的兩個啟示的外地（非美國）版本發行，這兩的個啟示分別是1882年和1883年，並啟示的內容「規範」了聖職並給予更清楚的聖職職份－尤其是關於七十員的部分和要求聖職領袖進入多重婚姻來持有教會職分。或許是因為教會在1890年受美國聯邦政府壓力改變了它對多重婚姻的教義的態度，這兩章啟示沒有包含在後來發行的英語版本中。
在1930年有一個由 James E. Talmage 編輯的精簡版本出版，其標題為《Latter-day Revelations（後期啟示）》。它包含了從《教義和聖約》中編輯選取的內容。許多人相信它被編輯出版的理由是要取代《教義和聖約》，但因著它的爭議性這項計劃被停止了。很有趣的是，它並不包含關於多重婚姻的篇章（現行版本中第132章）。
第137章和第138章在1981年的時候加入。這些是兩個異象的說明，一個是從斯密約瑟來的，另外一個是在1918年從他的姪子斯密斐亭約瑟來的。從此之後至今未有新的啟示加入《教義和聖約》。
耶穌基督後期聖徒教會的現行版本中在書末也包含了兩項「正式宣言」（非啟示）。第一個正式宣言是在1890年的時候宣布停止教導多重婚姻並停止締結「違反國家法律的多重婚姻」，而第二個正式宣言是在1978年宣布開放聖職權柄給所有「值得／配得的」男性會友（這也包括先前被禁止持有聖職權柄的非裔黑人）。正式宣言並非啟示，只是宣告有受到這項啟示。在這兩個正式宣言的情況裡面，兩項所宣稱受到的啟示都沒有包括進入《教義和聖約》裡面，也沒有透過其他形式出版。這些啟示是“沒有被接受且不存在”（指正式宣言只是應付政府及與論壓力的政治宣言，並當時教會確受有政治壓力）亦或“存在但是沒有紀錄下來”常常是懷疑論者和護教者間爭論的焦點。

### 從1835年版本中移除的內容
在1876年版本中，先前版本中的第101章被移除，這篇被移除的篇章包含下列內容：
|  | 『關於這間基督的教會在通姦犯罪和重婚上被指責的事上：我們聲明我們相信一個男人應該有一個妻子，一個女人有一個丈夫，除了在死亡或任一方可以再次自由結婚的情況以外。 |

取代這篇的篇章是現行版本中的第132章，它討論實行（現已不再繼續）的多重婚姻。
在1921年耶穌基督後期聖徒教會在沒有教會投票支持的情況下從《教義和聖約》移除了《Lectures on Faith（信心的講道）》。一反1835年《教義和聖約》編輯委員會支持將這些講道被收錄在這個編輯當中的「是因著它們擁抱重要的救贖教義」的原因，移除的解釋是因為「它們從來就沒有以除了神學講道或神學課程以外的理由的被呈現給教會或被教會接受」。這些講道包含了關於神格的神學和斯密約瑟自己後來所教導（教會接受斯密瑟後來的教導）的神學有相當的矛盾。這些講道論及神的時候說神有兩個位格，並天父是一屬靈（意即無肉身）有榮耀並權能的位格。而後來的斯密約瑟強調的神格論是神有三個位格，並且天父有肉體的身體。

## 基督社區的《教義和聖約》版本
基督社區（先前稱為重組後的耶穌基督後期聖徒教會）和絕大多數（包括耶穌基督後期聖徒教會在內）共同擁有教會開始的前14年歷史（1830年小斯密約瑟成立教會到1844年小斯密約瑟囚禁被殺引發的繼承危機，小斯密約瑟的妻兒和數個教會領袖和以楊百翰為首的耶穌基督後期聖徒教會決裂，並沒向猶他移民。教義上堅持一夫一妻制為與歷史上的耶穌基督後期聖徒教會為最大的分別）。基督社區於1864年出版自己的版本，一個基於1844年版本的《教義和聖約》。在1878年的一個總會會友大會中通過宣告先知會長斯密約瑟三世所收到的啟示和先前紀錄於《教義和聖約》中的啟示有相同的效力。從那時開始，教會繼續在其版本中的《教義和聖約》中加入包含後來的先知會長的啟示的篇章。（基督社區的版本中的篇章編號及小節分段均不同於耶穌基督後期聖徒教會的版本，並兩者的現行版本的篇章編號和小節分段也不同於首次出版的1835年版本）

### 從1844年版本後增添的內容
基督社區現行版本的《教義和聖約》共有163章，其內容分段如下：
- 第1-113章 — 從小斯密約瑟總會會長時期（1828年至1844年）
- 第114-131章 — 從斯密約瑟三世總會會長時期（1860年至1914年）
- 第132-138章 — 從 Frederick M. Smith 總會會長時期（1914年至1946）
- 第139-144章 — 從 Israel A. Smith 總會會長時期（1946年至1958年）
- 第145-152章 — 從 W. Wallace Smith 總會會長時期（1958年至1978年）
- 第153-160章 — 從 Wallace B. Smith 總會會長時期（1978年至1996年）
- 第161-162章 — 從 W. Grant McMurray 總會會長時期（1996年至2004年）

### 從1844年版本中移除的內容
基督社區於1897年將《Lectures on Faith（信心的講道）》（即「教義」的部分）移除。在1970年的世界大會（即總會教友大會）結論說數個在1835年和1844年間加入的篇章並沒有在經過當時的總會教友大會的接受，並將其版本中的第107章、第109章、第110章、第113章和第123章移到歷史附錄裡面。在1990年的世界大會中這些篇章從《教義和聖約》的附錄中刪除。

### 基督社區的版本中教義的發展
繼續不斷增添的基督社區的《教義和聖約》版本提供對於該教派在教會領袖領導方式的改變和教義發展上一份很好的紀錄。在基督社區版本的《教義和聖約》中近年來最具爭議性的啟示是於1984年加入的第156章，內容召呼該教派在美國伊利諾州獨立城的聖殿的建造、給予女性聖職權柄以及數項改變。有些啟示看起來像是設計要將這個教派引導向某些教會行政以及教義的方向，有些則看起來確像是受啟發性的。其中一個例子是第161章，是1996年總會會長 W. Grant McMurray 給教會的指導：『成為聖殿的人民－那些看見暴力卻宣揚和平、感到衝突卻伸出和好的手、遭遇靈裡傷害卻尋找治療的方法的人民。』

## 其他宗派使用的《教義和聖約》版本
耶穌基督後期聖徒教會 (斯特朗派)使用1846年美國伊利諾州 Nauvoo （納府）版本，這個版本和1844年版本幾乎完全一樣。在1993年 Richard Drew 為了在美國 Wisconsin 州 Voree 的教會重新刊印了一個複製印刷本。
基督的教會 (聖殿基地)堅持使用在1833年的《誡命書》中原來的啟示，並指稱1835年出版的《教義和聖約》內的更動以及後來的增添刪減（包括後來對教會名字的更動）都是不合乎教義的，而且它們是斯密約瑟從原來的呼召中墮落了以後產生出來的結果。（比對1833年的《誡命書》和1835年首版《教義和聖約》內容確實有更動，但是小斯密約瑟和編輯委員會並沒有解釋根據什麼權柄和為什麼更動這些「神的啟示」）。因此，該宗派仍然使用《誡命書》的內容。
復興支派基本上使用就的重組後的耶穌基督後期聖徒教會舊版的《教義和聖約》。